# Pandora (servicio)

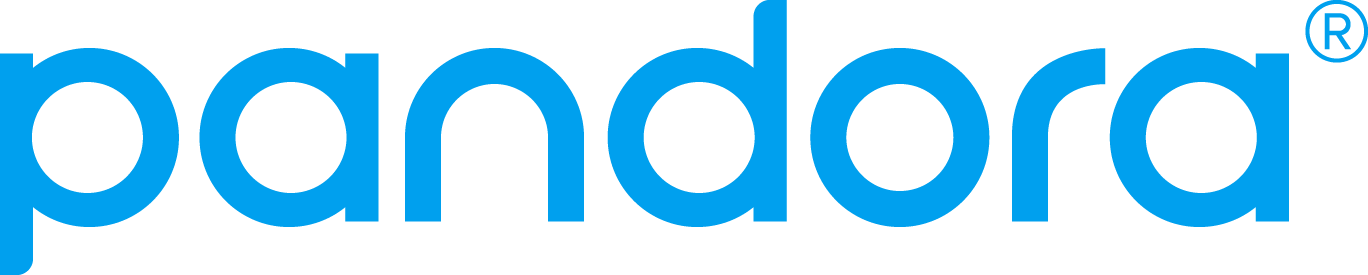
Logotipo de Pandora

Pandora es un proyecto iniciado el 6 de enero de 2000 por un grupo de tecnólogos amantes de la música, con la idea de crear un análisis comprensivo de la música. Por ello denominaron el proyecto como The Music Genome Project (traducido como Proyecto del Genoma Musical). Su propósito es capturar la esencia de la música en su nivel más fundamental. Semejante al proyecto del genoma humano, la idea es clasificar de alguna forma la música analizando los «genes» de cada canción: melodía, armonía, ritmo, instrumentación, orquestación, arreglos, letra, etc.
Con esta clasificación han podido dar un siguiente paso: ofrecer emisoras de radio personalizadas a través de Internet: el usuario sugiere el nombre de una canción y la página genera una estación de radio con una lista de música «genómicamente» parecida a la que se solicitó en la consulta (por razones legales la canción solicitada no se toca inmediatamente). El usuario tiene la posibilidad de marcar las canciones como de su agrado o desagrado e ir personalizando sus estaciones. También puede proponer alguna nueva canción, e incluso mandar música de la que el usuario sea autor. Está solamente disponible en Estados Unidos, Australia y Nueva Zelanda.